# Oasis CIS
«Oasis CIS» — міжнародний холдинг, група компаній, що спеціалізується на виробництві пива та безалкогольних напоїв.

## Власники
30% акцій холдингу належать Європейському банку реконструкції  та розвитку (ЄБРР) i німецькому пивному концерну Oettinger.
Контрольним пакетом холдингу володіють чотири керуючих партнери компанії – громадяни США, Ізраїлю, Великої Британії та Росії.

## Активи
До холдингу входять пивзаводи в Росії, Казахстані та Україні, а також завод із виробництва соку в Білорусі.
В Росії
- Московська пивоварна компанія[ru].

В Україні
- Компанія «Перша приватна броварня»;
- Компанія ПБК «Радомишль».

В Білорусі
- Завод із виробництва соків («Старая крепость»)[3].

В Німеччині
- Компанія Althaus GMBH[4].

В Казахстані
- Компанія «Оазис»[4].